# Raïon de Priozersk
Le raïon de Priozersk (en russe : Приозе́рский райо́н, Priozerski raïon ; en finnois : Käkisalmen piiri) est une subdivision de l'oblast de Léningrad, en Russie. Son centre administratif est la ville de Priozersk.

## Géographie
Couvrant une superficie de 3 597,57 km2, le raïon se trouve dans l'isthme de Carélie.
Sa population s'élève à  42 859 habitants (en 2002).

## Histoire

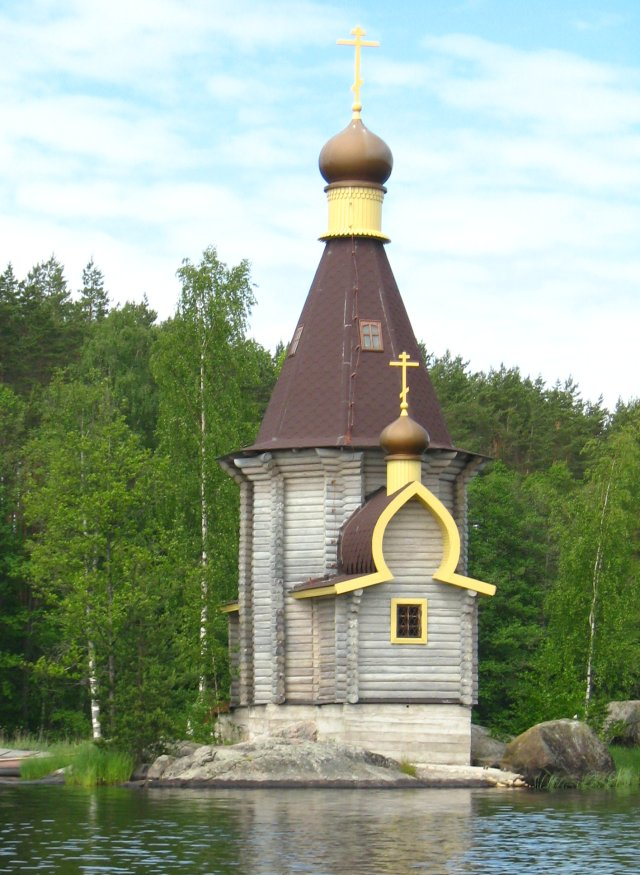
Vasilyevo (Tiuri). Église au bord de la rivière Vuoksi

Au premier siècle de notre ère des Caréliens habitent cette région.
Du IXe au XIIe siècle, elle fait partie de la Russie kiévienne.
En 1143, elle est rattachée à la république de Novgorod et une forteresse est bâtie, la forteresse de Korela (en finnois : Käkisalmen linna ; en russe : Корела, en suédois : Keksholms fästning), qui formera plus tard le centre de la ville de Kexholm.

### Guerres russo-suédoises
La forteresse sera plusieurs fois détruite par les guerres entre la Suède et la Russie, en particulier en 1142, 1226 et 1228 durant la première croisade suédoise.
En 1323, il fut rattaché à Novgorod par le traité de Nöteborg qui fixe les frontières entre la Suède et la république de Novgorod.
En 1337, pendant la guerre suédo-novgorodienne, la forteresse de Korela est prise par le roi Magnus IV de Suède.
Les Novgorodiens répondent en assiégeant le château de Vyborg et ils reprennent la forteresse de Korela en 1338.
En 1553, à la suite de la guerre de Livonie, la Suède récupère la forteresse par le traité de Plussa.
En 1595, le traité de Teusina la redonne aux Russes.
En 1611, les Suédois la reprennent et la récupèrent par le traité de Stolbovo de 1617. La forteresse est alors renommée "Kexholm" et devient le chef-lieu du comté de Kexholm en Finlande suédoise.
En 1656, les Russes tentent de la reprendre pendant la guerre russo-suédoise (1656–1658), mais ils échouent.

### Empire russe
En 1711, Kexholm et la plus grande partie du comté de Kexholm, sont occupés par les Russes durant la grande guerre du Nord et les Russes regagnent Kexholm par le traité de Nystad de 1721.
Kexholm (dont la translittération russe est "Keksgolm") est intégré au gouvernement de Saint-Pétersbourg jusqu'en 1744. La région, agrandie par les gains de la guerre russo-suédoise de 1741-1743, forme en 1744 le gouvernement de Vyborg nommé parfois l'ancienne Finlande.
Les régions septentrionales du comté de Kexholm restent à la Suède jusqu'à la guerre de Finlande de 1808–1809.
En 1812, le comté est incorporé au grand-duché de Finlande, lui-même partie de l'Empire russe.
De 1812 à 1917, la région est une partie du gouvernement de Vyborg sous le nom d'ouïezd de Kexholm.

### République de Finlande
En 1917, la Finlande ayant gagné son autonomie après la révolution de Février déclare son indépendance de la Russie bolchévique après la révolution d'Octobre, en décembre 1917.
En 1918, le district n'est pas touché par la guerre civile finlandaise.
Le sud du district fut une zone de combats très intenses en particulier à Taipale. Les seules municipalités de Rautu et de Metsäpirtti furent occupées par l'URSS pendant la guerre d'Hiver.

### Union soviétique
En 1940, le district est cédé à l'Union soviétique en conformité avec le traité de Moscou.
La Finlande le reprend pendant la guerre de continuation.
En 1944, il redevient soviétique à la suite de l'armistice de Moscou et du traité de Paris.
La plupart des résidents finlandais de la Carélie sont évacués vers la Finlande. Le district est repeuplé par des Russes, des Ukrainiens et des Biélorusses. Les noms de lieux sont alors renommés pour effacer les noms finnois.

## Population
Recensements (*) ou estimations de la population
| 1959*  | 1970*  | 1979*  | 1989*  |
| ------ | ------ | ------ | ------ |
| 47 900 | 50 177 | 56 177 | 60 788 |

| 2002*  | 2010*  | 2012   | 2013   |
| ------ | ------ | ------ | ------ |
| 63 365 | 62 193 | 62 662 | 63 157 |

## Organisation administrative
Les subdivisions du raïon sont:

### Villes
- Priozersk (autrefois Käkisalmi), 20 752 h
- Kouznetchnoïe (autrefois Kaarlahti), 4 704 h

### Villages
- Gromovo (autrefois Sakkola) 2 515 h
- Krasnooziornoïe (autrefois Punnus), 1 069 h
- Larionovo (autrefois Norsjoki), 3 273 h
- Melnikovo (autrefois Räisälä), 2 196 h
- Mitchourinskoïe (autrefois Valkjärvi), 1 804 h
- Petrovskoïe (autrefois Petäjärvi), 1 756 h
- Plodovoïe (autrefois Pyhäjärvi), 2 335 h
- Razdolie (autrefois Mäkrä), 1 500 h
- Romachki (autrefois Kuninkaanristi), 6 880 h
- Sevastianovo (autrefois Kaukola), 837 h
- Sosnovo (autrefois Rautu), 9 020 h
- Zaporojskoïe (autrefois Metsäpirtti), 2 263 h